# ローレン・チャイルド
ローレン・チャイルド（Lauren Child, 1965年11月29日 – ）は、イギリス人児童文学作家、イラストレーターである。
1965年、イギリスウィルトシャー生まれ。
1999年から2002年にスマーティーズ賞(en:Nestlé Smarties Book Prize)、2000年にケイト・グリーナウェイ賞を受賞した。

## 受賞歴
- スマーティーズ賞
  - 銅賞 1999年（Clarice Bean, That's Meに対して）
  - 銅賞 2000年（Beware of the Storybook Wolvesに対して）
  - 銅賞 2001年（What Planet Are You From Clarice Bean?（『あたしの惑星！クラリス・ビ～ン』）に対して）
  - 金賞 2002年（That Pesky Ratに対して）
- ケイト・グリーナウェイ賞 2000年（I Will Not Ever Never Eat a Tomato（『ぜったいたべないからね ― チャーリーとローラのおはなし』）に対して）

## 主な作品

### 著書
- Clarice Bean, That's Me (1999)
- I Want a Pet!（『わたしペットをかいたいの』） (1999)
- Beware of the Storybook Wolves (2000)
- I Will Not Ever Never Eat a Tomato（『ぜったいたべないからね ― チャーリーとローラのおはなし』） (2000)
- My Uncle is a Hunkle Says Clarice Bean（『テッドおじさんとあたしクラリス・ビ～ン』） (2000)
- I Am Not Sleepy and I Will Not Go to Bed（『ぜったいねないからね ― チャーリーとローラのおはなし』） (2001)
- My Dream Bed（『ベッドがいっぱい』） (2001)
- en:What Planet Are You From Clarice Bean?（『あたしの惑星！クラリス・ビ～ン』） (2001)
- en:That Pesky Rat (2002)
- en:Utterly me, Clarice Bean（『クラリス・ビ～ンあたしがいちばん！』） (2002)
- Who's Afraid of the Big Bad Book? (2002)
- I Am Too Absolutely Small for School (2003)
- Clarice Bean Spells Trouble (2004)
- Hubert Horatio Bartle Bobton-Trent (2004)
- Bat Cat (2005)
- Beware of Storybook Wolves (2005)
- The Princess and the Pea (2005) - 写真:Polly Borland
- Clarice Bean, Don't Look Now (2006)

### イラスト
- Addy the Baddy (1993)
- Stand Up for Yourself! (1996)
- The Complete Poetical Works of Phoebe Flood (1997)
- Dream On, Daisy! (2001)
- I'd Like a Little Word, Leonie (2001)
- Just You Wait, Winona (2001)
- What's the Matter, Maya? (2001)
- You Must Be Joking, Jimmy! (2001)
- You're a Disgrace, Daisy (2001)
- Dan's Angel: A Detective's Guide to the Language of Painting (2002)
- Pippi Longstocking (2007)
- Anne of Green Gables(2009)
- Anne of Avonlea (2009)
- Anne of the Island (2009)

## 日本語訳された作品
- 『わたしペットをかいたいの』中川ひろたか訳、PHP研究所、2001年
- 『ベッドがいっぱい』角野栄子訳、小学館、2001年
- 『ぜったいたべないからね ― チャーリーとローラのおはなし』木坂涼訳、フレーベル館、2002年
- 『ぜったいねないからね ― チャーリーとローラのおはなし』木坂涼訳、フレーベル館、2002年
- 『あたしクラリス・ビ～ン』木坂涼訳、フレーベル館、2002年
- 『テッドおじさんとあたしクラリス・ビ～ン』木坂涼訳、フレーベル館、2002年
- 『こわがりハーブ　えほんのオオカミにきをつけて』中川千尋訳、フレーベル館、2003年
- 『ペットになりたいねずみ』木坂涼訳、フレーベル館、2003年
- 『あたしの惑星！クラリス・ビ～ン』木坂涼訳、フレーベル館、2003年
- 『いたずらハーブ　えほんのなかにおっこちる』中川千尋訳、フレーベル館、2003年
- 『クラリス・ビ～ンあたしがいちばん！』角野栄子監訳、フレーベル館、2003年
- 『ぜったいがっこうにはいかないからね ― チャーリーとローラのおはなし』木坂涼訳、フレーベル館、2004年
- 『ぜったいぜったいたべないからね！ ― チャーリーとローラのおはなし』しかけえほん、コリーナ・フレッチャー紙工作、みましょうこ訳、大日本絵画、2010年
- 『長くつ下のピッピ』アストリッド・リンドグレーン著、岩波書店、2007年（イラスト）